# Црвене ципеле (бајка)
„Црвене ципеле“ (дански: De røde sko) је књижевна бајка данског песника и писца Ханса Кристијана Андерсена коју је први пут објавио Ц. А. Рајцел у Копенхагену 7. априла 1845. у Новим бајкама. Први том. Трећа збирка (Nye Eventyr. Første Bind. Tredie Samling). Остале приче у тому укључују "Вилењак хумка" (Elverhøi)), "Скакачи" (Springfyrene), "Пастирица и оџачар" (Hyrdinden og Skorstensfejeren) и "Холгер Данске" (Holger Danske).
Прича је поново објављена 18. децембра 1849. као део Бајка. 1850. (Eventyr. 1850. ) и поново 30. марта 1863. као део Бајке и приче. Други том. 1863. (Eventyr og Historier. Andet Bind. 1863.). Прича је о девојци која је приморана да непрестано плеше у својим црвеним ципелама. "Црвене ципеле" су доживеле адаптације у разним медијима, укључујући филм.

## Резиме радње
Сељанчицу по имену Карен усвојила је веома младу богата старица након мајчине смрти и зато одраста сујетна и размажена. Пре усвајања, Карен је имала грубо направљен пар црвених ципела; након тога, она натера своју усвојитељку да јој купи пар црвених ципела прикладних за принцезу. Карен је толико одушевљена својим новим ципелама да их носи у цркву, али стара дама јој каже: „Ово је крајње неприкладно: у цркви мораш да носиш само црне ципеле“. Али следеће недеље, Карен није у стању да одоли да поново обуче црвене ципеле. Док се спрема да уђе у цркву, среће тајанственог старог војника са црвеном брадом. „О, какве лепе ципеле за плес“, каже војник. „Никад се не скидају када плешеш“, каже ципелама и лупка руком по свакој ципели. После цркве, Карен не може да одоли да направи неколико плесних корака, и оде, као да су је ципеле контролисале, али коначно успева да их заустави након неколико минута.
Након што се њена усвојитељица разболи и умре, Карен не присуствује њеној сахрани, већ одлучи да иде на плес. Њене ципеле поново преузимају контролу и овај пут не може да престане да плеше. Анђео јој се јавља, носећи мач, и осуђује је да плеше чак и након што умре, као опомена сујетној деци свуда. Карен моли за милост, али црвене ципеле је одводе пре него што чује одговор анђела.
Карен проналази џелата и тражи од њега да јој одсече ноге. Он то чини, али ципеле настављају да плешу, чак и са Карениним ампутираним стопалима у њима. Џелат јој даје пар дрвених ногу и штаке. Мислећи да је довољно пропатила због црвених ципела, Карен одлучује да оде у цркву како би људи могли да је виде. Ипак, њена ампутирана стопала, још увек у црвеним ципелама, плешу пред њом, спречавајући јој пут. Следеће недеље она покушава поново, мислећи да је бар добра као и остали у цркви, али јој опет прече пут расплесане црвене ципеле.
Када поново дође недеља, Карен се не усуђује да иде у цркву. Уместо тога, она седи сама код куће и моли се Богу за помоћ. Анђео се поново појављује, сада носи грану пуну ружа, и даје Карен милост коју је тражила: њено срце постаје толико испуњено миром и радошћу да пуца. Њена душа лети у рај, где нико не помиње црвене ципеле.

## Позадина
Андерсен је анти-хероину приче назвао Карен по својој омраженој полусестри, Карен Мари Андерсен. Прича је заснована на инциденту којем је Андерсен био сведок као мало дете. Његовом оцу, који је био обућар, богата дама је послала комад црвене свиле да направи пар папуча за плес за своју ћерку. Користећи мало вредне црвене коже заједно са свилом, пажљиво је направио пар ципела само да би му богаташица рекла да су ужасне. Рекла је да није урадио ништа осим да је покварио њену свилу. На шта јој је отац одговорио: „У том случају и ја бих могао да покварим своју кожу“, и исекао је ципеле пред њом.

## Адаптације
- Црвене ципеле је британски играни филм о балету из 1948. заснован на бајци.
- Док је живео у Данској 1965. године, амерички џез саксофониста Сахиб Шихаб компоновао је партитуру за џез балет заснован на овој Андерсоновој причи.[5][6]
- Tale Spinners for Children прилагодили су причу као аудио драму, мењајући неке детаље приче: Карен узима часове плеса да би јој доделили главну улогу у рециталу пред краљицом, вежбајући иако је њена добротворка тешко оболела. Одлучи да плеше на рециталу док њена добротворка умире, а црвене ципеле за плес направљене посебно за њу постају трајно везане за њена стопала и она је осуђена да плеше док се заиста не покаје. За разлику од оригиналне приче, у којој су јој ампутирана стопала, Карен само наставља да плеше све док не буде у стању ни да хода.
- Црвене ципеле адаптирао је као балет кореограф Метју Борн, а премијерно је изведен у Sadler's Wells Theatre у Лондону децембра 2016.
- Седми албум британске кантауторке Кејт Буш, "Црвене ципеле", добио је име по Пауеловом и Пресбургеровом филму и Андерсеновој бајци на којој је филм заснован.
- "De rode schoentjes" је атракција у холандском тематском парку Ефтелингсмештена унутар бајковите шуме.
- Црвене ципеле, јужнокорејски хорор филм инспирисан бајком.
- Црвене ципеле је роман Џона Стјуарта Вина из 2013. Реч је о ревизији приче, смештене у савремени Њујорк.[7]
- „Црвене ципеле“ су фламенко бајка – фламенко музичка и плесна адаптација плесног ансамбла А'ланте у кореографији Оливије Чекон.[8][9][10]